# NRW Trophy 2016
NRW Trophy 2016 – międzynarodowy turniej seniorów w łyżwiarstwie figurowym w sezonie 2015/2016. Został rozegrany w dniach 4–6 listopada 2016 roku (pary taneczne) i 30 listopada–4 grudnia 2016 roku (soliści,solistki,pary sportowe) w niemieckim Dortmundzie.
Wśród solistów triumfował Szwed Alexander Majorov, natomiast w rywalizacji solistek najlepsza okazała się reprezentantka gospodarzy Nicole Schott. Spośród par tanecznych najlepsi byli gospodarze Minerva-Fabienne Hase i Nolan Seegert. W rywalizacji par sportowych również najlepsi okazali się gospodarze Katharina Müller i Tim Dieck.

## Wyniki

### Soliści
| Pozycja | Zawodnik             | Punkty | SP    | SP | FS     | FS |
| ------- | -------------------- | ------ | ----- | -- | ------ | -- |
| 1       | Alexander Majorov    | 228.84 | 83.43 | 1  | 145.41 | 1  |
| 2       | Paul Fentz           | 199.77 | 68.80 | 2  | 130.97 | 4  |
| 3       | Romain Ponsart       | 196.41 | 56.70 | 7  | 139.71 | 2  |
| 4       | Peter Liebers        | 195.50 | 62.12 | 3  | 133.38 | 3  |
| 5       | Valtter Virtanen     | 180.79 | 61.35 | 4  | 119.44 | 6  |
| 6       | Matteo Rizzo         | 179.65 | 57.38 | 6  | 122.27 | 5  |
| 7       | Mattia Dalla Torre   | 165.17 | 55.83 | 8  | 109.34 | 7  |
| 8       | Jan Kurník           | 162.40 | 58.08 | 5  | 104.32 | 9  |
| 9       | Sondre Oddvoll Bøe   | 161.32 | 55.29 | 9  | 106.03 | 8  |
| 10      | Thomas Kennes        | 157.22 | 54.78 | 10 | 102.44 | 10 |
| 11      | Anton Kempf          | 149.57 | 50.04 | 12 | 99.53  | 11 |
| 12      | Tomáš Kupka          | 146.02 | 51.58 | 11 | 94.44  | 12 |
| 13      | An Geon-hyeong       | 139.74 | 45.47 | 14 | 94.27  | 13 |
| 14      | Conor Stakelum       | 138.94 | 47.24 | 13 | 91.70  | 14 |
| 15      | Michael Neumann      | 133.78 | 43.67 | 16 | 90.11  | 15 |
| 16      | Dave Kötting         | 122.78 | 44.07 | 15 | 78.71  | 16 |
| DNS     | Mario-Rafael Ionian  |        |       |    |        |    |
| DNS     | Bela Papp            |        |       |    |        |    |
| DNS     | Wayne Wing Yin Chung |        |       |    |        |    |
| DNS     | Simone Cervi         |        |       |    |        |    |
| DNS     | Makar Ignatow        |        |       |    |        |    |

### Solistki
| Pozycja | Zawodnik                  | Punkty | SP    | SP | FS     | FS |
| ------- | ------------------------- | ------ | ----- | -- | ------ | -- |
| 1       | Nicole Schott             | 167.70 | 57.60 | 1  | 110.10 | 1  |
| 2       | Loena Hendrickx           | 160.08 | 53.48 | 2  | 106.60 | 2  |
| 3       | Nathalie Weinzierl        | 157.11 | 51.18 | 4  | 105.93 | 3  |
| 4       | Giada Russo               | 151.97 | 51.91 | 3  | 100.06 | 4  |
| 5       | Michaela Lucie Hanzlíková | 137.50 | 45.52 | 9  | 91.98  | 5  |
| 6       | Cassandra Johansson       | 137.16 | 49.87 | 6  | 87.29  | 8  |
| 7       | Lutricia Bock             | 134.20 | 46.89 | 8  | 87.31  | 7  |
| 8       | Kristina Isaev            | 132.27 | 43.99 | 14 | 88.28  | 6  |
| 9       | Yoon Eun-su               | 131.02 | 45.51 | 10 | 85.51  | 9  |
| 10      | Guia Maria Tagliapietra   | 128.58 | 49.98 | 5  | 78.60  | 12 |
| 11      | Jelizawieta Ukołowa       | 125.10 | 44.83 | 12 | 80.27  | 10 |
| 12      | Jéromie Repond            | 123.45 | 47.09 | 7  | 76.36  | 14 |
| 13      | Liubov Efimenko           | 122.27 | 42.14 | 16 | 80.13  | 11 |
| 14      | Natalie Klotz             | 121.66 | 45.01 | 11 | 76.65  | 13 |
| 15      | Kerstin Frank             | 119.81 | 44.03 | 13 | 75.78  | 15 |
| 16      | Aneta Janiczková          | 114.56 | 42.66 | 15 | 71.90  | 16 |
| 17      | Alessia Zardini           | 106.14 | 37.28 | 17 | 68.86  | 17 |
| 18      | Emilia Toikkanen          | 102.10 | 34.84 | 18 | 67.26  | 18 |
| 19      | Romana Kaiser             | 92.41  | 30.80 | 21 | 61.61  | 19 |
| 20      | Alina Mayer               | 90.02  | 31.64 | 20 | 58.38  | 20 |
| 21      | Nina Larissa Wolfslast    | 83.89  | 26.44 | 22 | 57.45  | 21 |
| 22      | Anita Kapferer            | 80.79  | 25.62 | 23 | 55.17  | 22 |
| DNF     | Déborah Pisa              |        | 33.78 | 19 |        |    |

### Pary sportowe
| Pozycja | Zawodnik                              | Punkty | SP    | SP | FS    | FS |
| ------- | ------------------------------------- | ------ | ----- | -- | ----- | -- |
| 1       | Minerva-Fabienne Hase / Nolan Seegert | 137.03 | 49.81 | 2  | 87.22 | 1  |
| 2       | Lola Esbrat / Andrei Novoselov        | 135.46 | 50.85 | 1  | 84.61 | 2  |
| 3       | Ioulia Chtchetinina / Noah Scherer    | 116.17 | 39.41 | 3  | 76.76 | 3  |
| DNS     | Alexandra Herbríková / Nicolas Roulet |        |       |    |       |    |

### Pary taneczne
| Pozycja | Zawodnicy                             | Punkty | SP | SP    | FS | FS    |
| ------- | ------------------------------------- | ------ | -- | ----- | -- | ----- |
| 1       | Katharina Müller / Tim Dieck          | 154.38 | 1  | 63.40 | 2  | 90.98 |
| 2       | Kavita Lorenz / Panagiotis Polizoakis | 143.38 | 5  | 51.26 | 1  | 92.12 |
| 3       | Jasmine Tessari / Francesco Fioretti  | 139.72 | 2  | 55.80 | 3  | 83.92 |
| 4       | Justyna Plutowska / Jeremie Flemin    | 136.32 | 3  | 53.71 | 4  | 82.61 |
| 5       | Taylor Tran / Saulius Ambrulevičius   | 132.66 | 4  | 52.33 | 5  | 80.33 |
| 6       | Juulia Turkkila / Matthias Versluis   | 120.00 | 8  | 48.57 | 6  | 71.43 |
| 7       | Olga Bibichina / Daniił Zworykin      | 118.84 | 6  | 49.50 | 7  | 69.34 |
| 8       | Olesia Karmi / Max Lindholm           | 114.73 | 7  | 48.92 | 8  | 65.81 |
| 9       | Kimberley How-Lew / Timothy McKernan  | 90.74  | 9  | 37.12 | 9  | 53.62 |